# Melinoessa asteria
Timana asteria là một loài bướm đêm trong họ Geometridae.